# Фомино-Городище

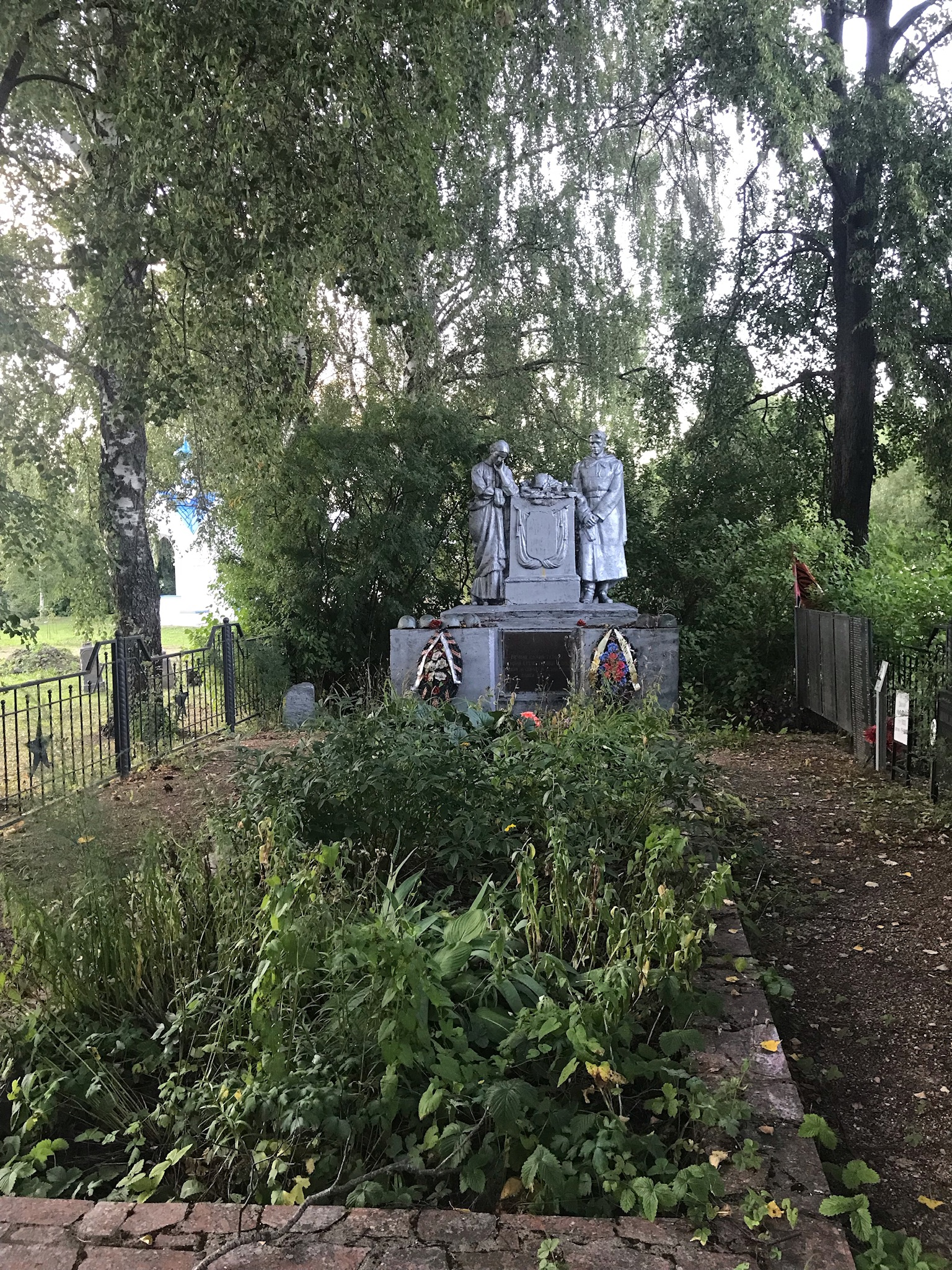
Воинское захоронение у деревни

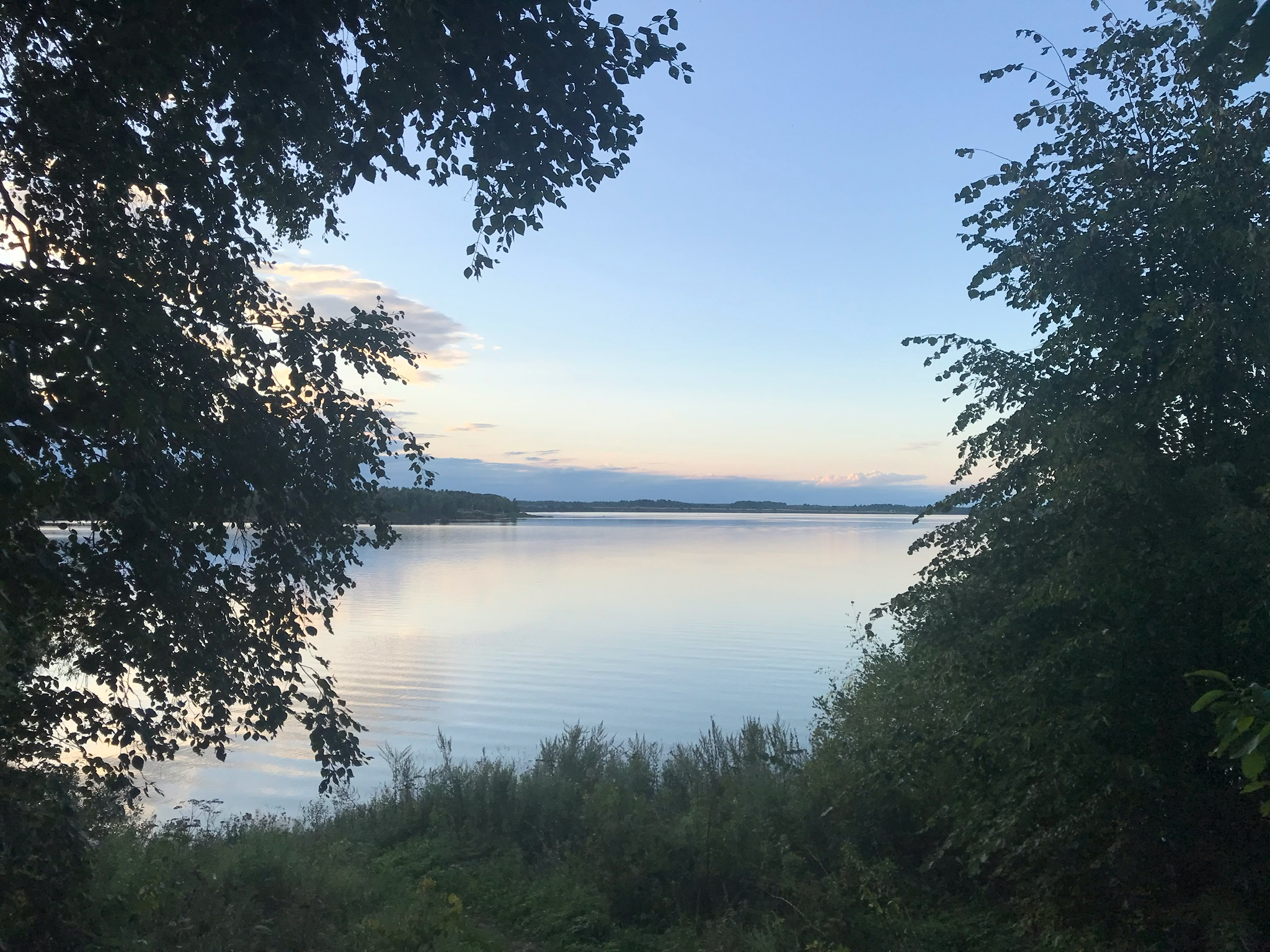
Вид на Вазузское водохранилище из деревни

Фомино-Городище — деревня в Зубцовском районе Тверской области, входит в состав Вазузского сельского поселения.

## География
Расположена на месте слияния рек Вазуза и Осуга, на берегу Вазузского водохранилища. Расстояние до районного центра Зубцов по автомобильной дороге — 23 километра.

## История
В Средние века на месте деревни располагался древнерусский город Фоминский городок, центр удельного Фоминского княжества, входившего в состав Смоленской земли. Первое упоминание Фоминского городка относят к письменным источникам 1371 года. Город сожжен. После XV века сведений о городе (крепости, городке) нет. На месте города — на городище — возникло село Фомино-Городище.
В 1773 году в селе была построена деревянная Воскресенская церковь с 2 престолами.
По данным 1859 года казённое сельцо Фоминское Городище Зубцовского уезда, 8 вёрст от Зубцова, 38 дворов, 269 жителей, имеется православная церковь. Во второй половине XIX — начале XX века село Фомино-Городище —центр прихода и относится к Щеколдинской волости Зубцовского уезда Тверской губернии. В 1888 году в селе 34 двора, 201 житель, почвы вокруг плохие, земля не кормит. Крестьяне занимаются рыболовством, ходят трепать лён во Ржев. Морозовское Товарищество Тверской Мануфактуры арендует берег для пристани. В 1914 году в приход Воскресенской церкви входят 13 деревень, прихожан — 1224 человека.
В 1940 году деревня Фомино-Городище (59 дворов) в Марковском сельсовете Зубцовского района Калининской области.
Во время Великой Отечественной войны деревня была в эпицентре жестоких боев в ходе первой Ржевско-Сычёвской операции в августе 1942 года. В ноябре-декабре 1942 года поблизости от Фомина Городища развернулись ожесточённые бои второй Ржевско-Сычевской операции. В результате все без исключения дома в деревне были полностью уничтожены. Была также разрушена Воскресенская церковь 1773 года постройки. Жители деревни укрывались в окрестных лесах, перезимовали в землянках. Организована братская могила бойцов Красной Армии.
После войны на базе деревни был сформирован колхоз «Рассвет». После сооружения плотины Вазузского водохранилища в 1977 году было затоплено старое кладбище и обрезана прямая короткая дорога на Зубцов.
В деревне были распространены фамилии Карцевы, Смоляниновы, Стоговы, Лабутины, Новиковы.
До 2006 года деревня относилась к Щеколдинскому сельскому округу.

## Население
| 1859 | 2002 | 2010 |
| ---- | ---- | ---- |
| 269  | ↘25  | ↘15  |

По данным 2008 года — 19 человек.